# Škofija Bytown
Škofija Bytown je bivša rimskokatoliška škofija s sedežem v Bytownu (Kanada).
14. junija 1860 je bila preimenovana v škofijo Ottawa.

## Škofje
- Joseph-Eugène-Bruno Guigues (25. junij 1847-14. junij 1860)